# Antoni Franco
Antoni Franco (ur. 26 września 1585 w Neapolu; zm. 2 września 1626 w Santa Lucia del Mela) – włoski błogosławiony Kościoła katolickiego.

## Życiorys
Urodził się w szlacheckiej rodzinie. Był trzecim z sześciorga dzieci. Mając 17 lat uzyskał dyplom z prawa kanonicznego i cywilnego. Następnie został wysłany przez ojca do Rzymu, aby ukończyć studia. Mając 20 lat został wyświęcony na kapłana. W dniu 14 stycznia 1611 roku został mianowany kapelanem.
14 stycznia 2011 papież Benedykt XVI podpisał dekret o heroiczności jego cnót, zaś 20 grudnia 2012 podpisał dekret uznającu cud za jego wstawiennictwem co otwiera drogę do jego beatyfikacji.
2 września 2013 został beatyfikowany przez Franciszka. Mszę, w imieniu papieża, odprawił kardynał Angelo Amato.